# Ait Ikhlef
Ait Ikhlef neɣ AtYexlef [en arabe (أيت يخلف)] est l'un des plus anciens villages de la commune de Bouzeguène (Daïra de Bouzeguène, Wilaya de Tizi-Ouzou, Algérie).

## Historique de Ait Ikhlef
Ait Ikhlef ou Lɛarc Nat yeǧar est situé sur une colline (aqacuc lqarn) à l'Est de Bouzeguène, à un peu plus d’un kilomètre de la forêt d’Akfadou, réputée pour sa flore et sa faune. Le village est proche de Tizouine au Nord, Ait Mizare et Ihitoussene au Sud, la ville de Bouzeguène à l’Ouest,  et enfin Imuɣlawen et Lqelɛa à l'Est.
Il compte environ 1 400 habitants (recensement août 2014) dont la plupart vivent ailleurs (Tizi-Ouzou ville, Alger, un peu partout en Algérie et aussi à l’étranger surtout en France). Sept familles y vivent  : Slimani (At Ɛiciwt), Belkhir (Ibelxiren), Kashi (At Ɛli), Messaoudene (Imesɛuden), Messaoudi (At Mesɛud), Mettouchi (At Mḥend), et Rabia (At Rabaḥ). 
Ait Ikhlef est un village historique qui a participé à la révolution, comme la majorité des villages de Kabylie, en donnant les meilleurs de ses enfants et un foyer pour la résistance au cours de la guerre de libération nationale et bien avant. On citera aussi le marché hebdomadaire Ssuq n Ttlata organisé chaque mardi qui était un champ pour la résistance et qui servait à recruter des combattants au service du FLN. Le village a payé le prix fort pour avoir soutenu la guerre de libération, une stèle est construite à leur mémoire au milieu du village. Le village d’Ait Ikhlef se distingue aussi par la construction de la première école de la région située à 500 mètres du village en 1898 par la France, elle a été fréquentée par de nombreuses personnes venant de tous les coins de la région.
La poste de Bouzeguène porte à ce jour le nom du village « poste d’Ait Ikhlef » et cela depuis sa construction durant la période coloniale.
L’organisation sociale au sein du village est restée toujours suivant le mode ancestral « tajmaɛt » même si elle a perdu un peu de son authenticité,
Le village s'est modernisé avec l’électricité en 1982, l’eau et le gaz de ville et il reste encore à trouver la solution pour une bonne gestion des ordures.

## L'école centenaire primaire d'Ait Ikhlef

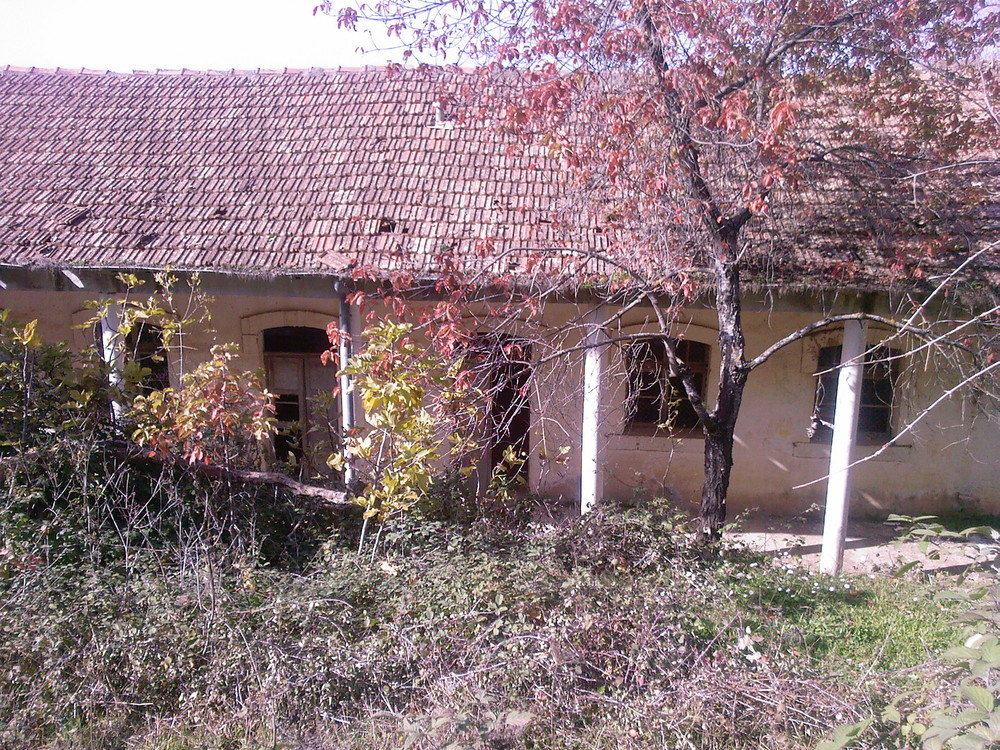
École centenaire primaire Ait Ikhlef

L'école Ait Ikhlef est l'une des plus anciennes écoles en Algérie en particulier en Kabylie. Elle est construite 
en 1898 par les Français puis fermée en 1957.

## Association Culturelle Ait Ikhlef (ACA)
L’association culturelle d’Ait Ikhlef (ACA) a été créée par les jeunes du village en avril 2007 pour promouvoir la culture, lutter contre les fléaux sociaux et tisser les liens de fraternité entre les villageois. Elle lutte contre la pollution de l'environnement et essaie de créer une dynamique positive et un civisme dans l'esprit de chaque villageois.

## La vie économique dans le village
Le village possède trois commerces d’alimentation, un spécialisé dans l’habillement :
Plusieurs dont « Dda Maḥmud » faisaient les approvisionnements avec son cheval noir qu’il pleuve ou qu’il neige, quand  l’accès au village est impossible pour les voitures et lors des crises économiques et politiques.
Le commerce enregistre son plus haut niveau durant la saison estivale avec l’arrivée d'habitants des autres régions d’Algérie et de l’étranger.

## La mosquée du village

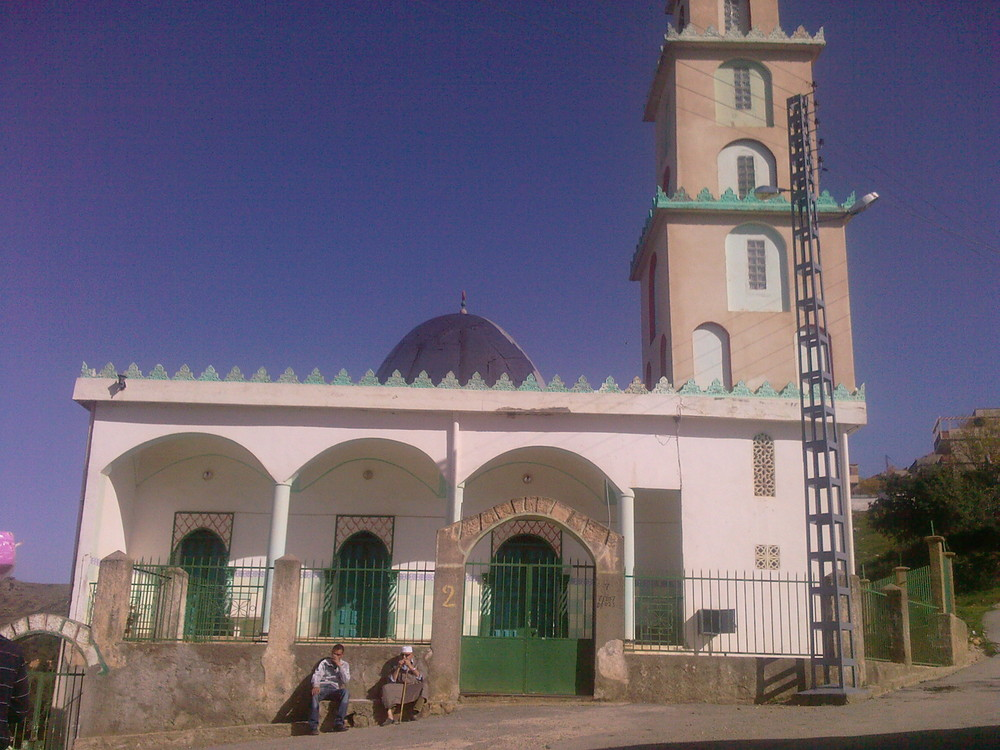
l-jamaε (mosquée)

La mosquée du village est l’un des plus prestigieux édifices du village, avec sa grandeur elle domine Tajmaεt en lui donnant un charme et une vue inégalée car celle-ci est visible de très loin. La mosquée est construite en 1970 par la bonne volonté des villageois et leurs sacrifices, chacun de son côté, maçons, manœuvres travaillent chaque jour, parfois même la nuit, pour ceux qui travaillent la journée pour subvenir aux besoins de la famille, ça ne les empêche pas tout de même de donner un coup de main comme ils le peuvent. Ce qui est intéressant c’est que la mosquée a mis du temps pour voir le jour, les travaux prirent fin en 1973 et ça n’a pas découragé les volontaires bien qu’une minorité voulait baisser les bras et abandonner le projet. En fin la mosquée fut terminée, elle qui est le symbole d u courage, de la bonne volonté et de la fraternité s’est vue couler des années au village et assister des imams tel que chikh Sidi Mohand de Ait Timizar (village voisin).